# Mosasauridae

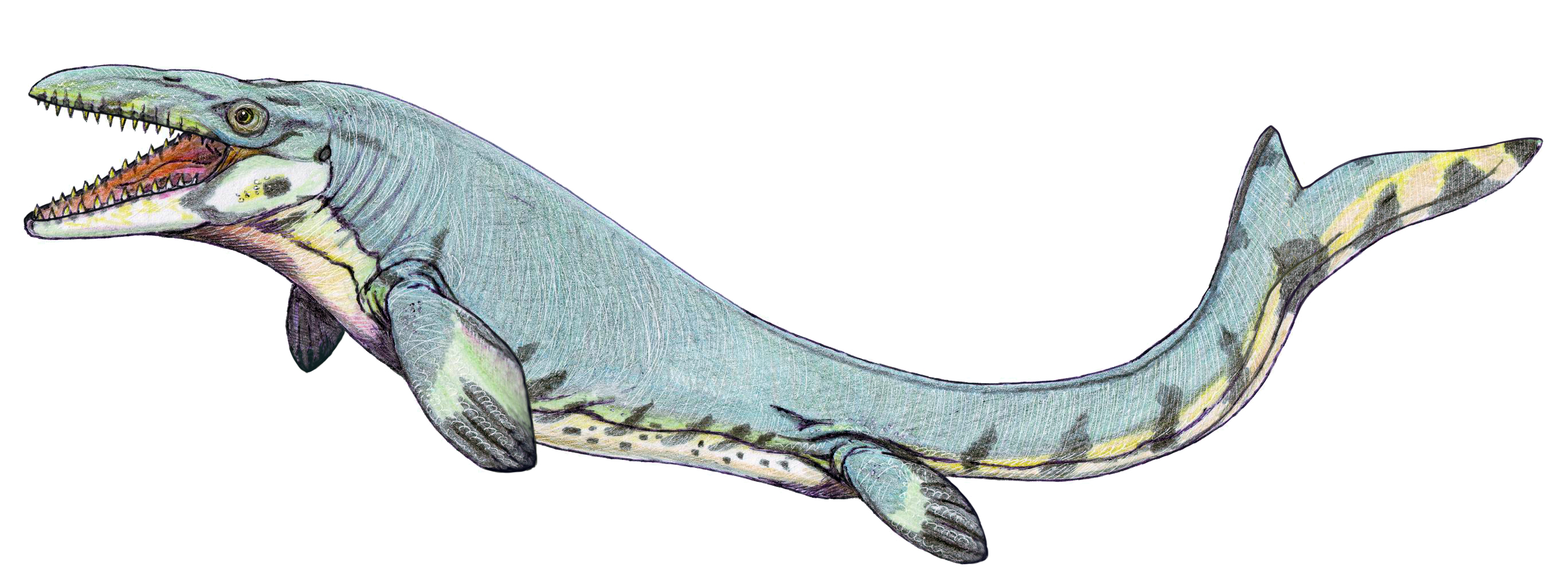
Posibilă reconstituire

Mosasauridae este o familie dispărută de reptile marine mari din perioada mezozoică. Primele fosile ale acestora au fost descoperite în 1764 în zona orașului Maastricht, lângă râul Meuse. Acum se consideră că au fost înrudiți cu șerpii, datorită anatomiei similare. În perioada cretacică ei au fost principalii prădători marini.